# パース駅
パース駅は、オーストラリアの西オーストラリア州、州都パースの中央駅。トランスパースが運行する6本の近郊線の拠点である。

## 概要
パース駅は1881年開業。西方の港街フリーマントルと東方のギルフォードを結ぶ30kmの鉄道の中間駅であった。当初、駅舎は平屋であったが、1894年に2階建に改造され、西オーストラリア州鉄道局が入居した。その後、支線が増えてプラットフォームの増設が進められたが、駅の敷地は4つの通りに囲まれており、1990年代には拡張の余地はなくなった。このため、2007年に建設された地下プラットフォームはやや離れた所に位置している。
パース駅構内の線路は全て狭軌（1067mm）であり、標準軌（1435mm）の路線を運行する「インディアン・パシフィック」やトランスwaの一部列車は他の駅で発着している。

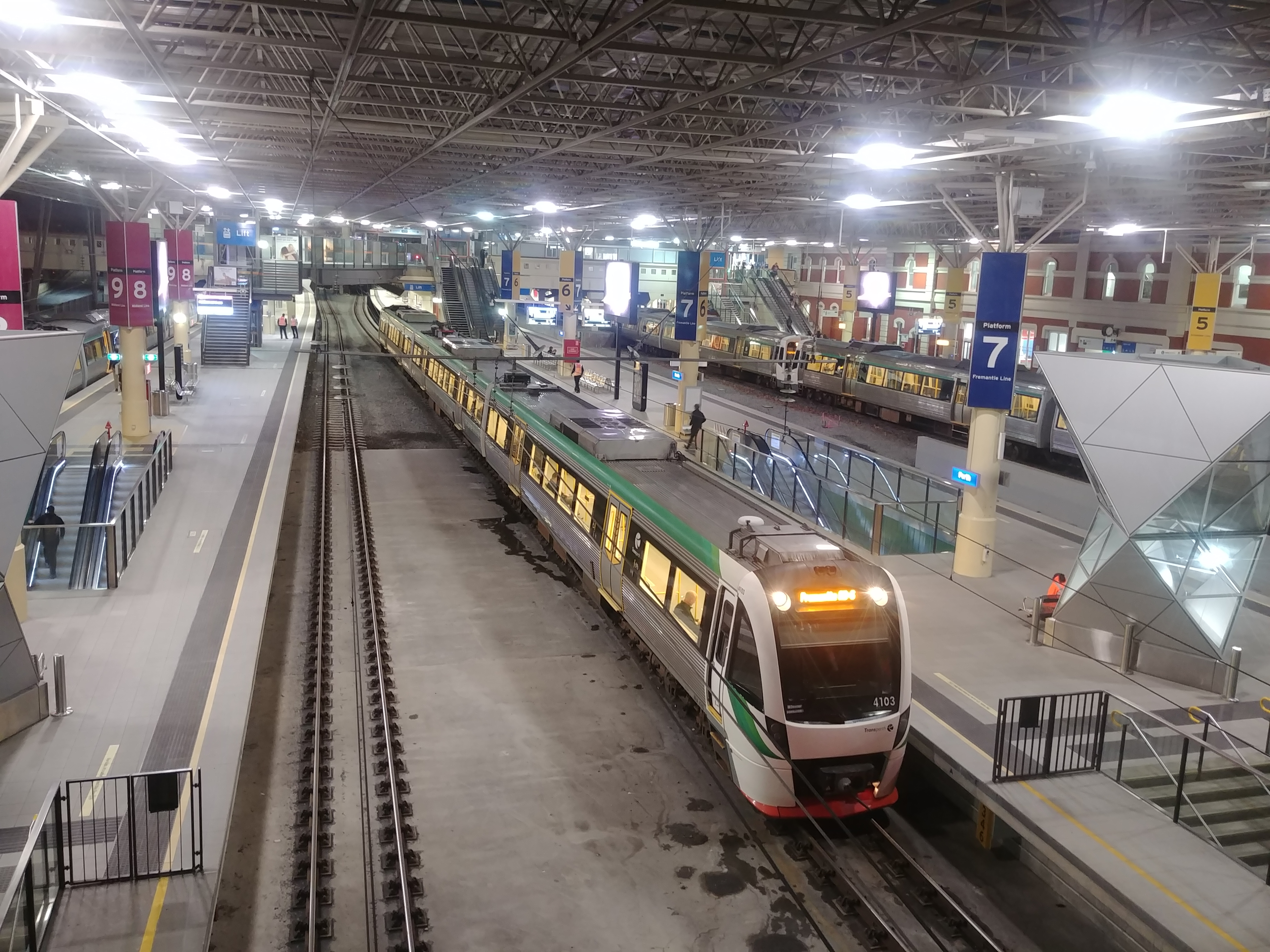
駅構内
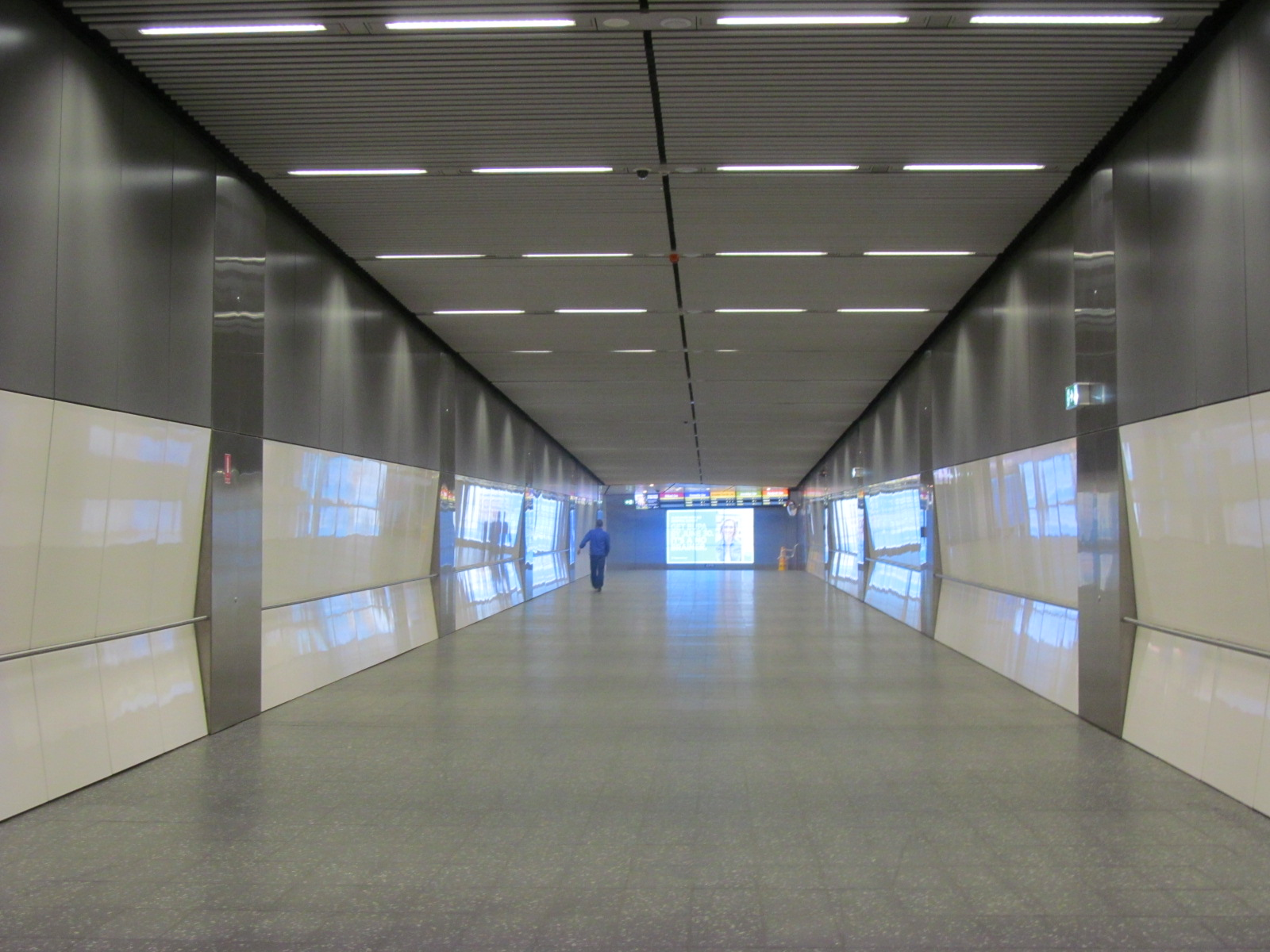
地下プラットフォーム連絡通路
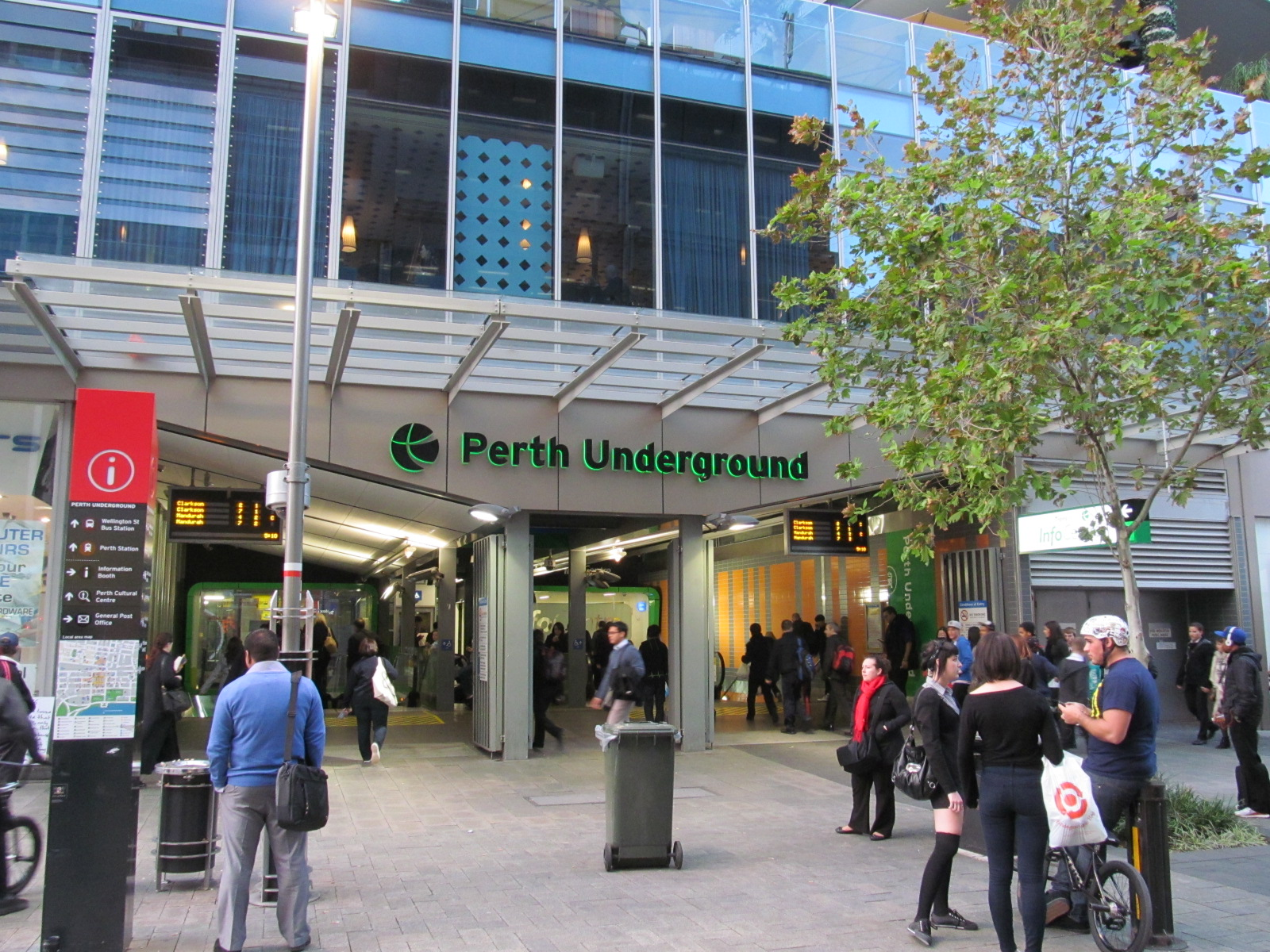
パース地下駅　入口